# Нижнее Галкино
Нижнее Галкино — село в Шилкинском районе Забайкальского края России. Входит в состав сельского поселения Галкинское.

## География
Находится в западной части района на расстоянии примерно 57 километров (по прямой) на запад от города Шилка.
Часовой пояс
Село Нижнее Галкино находится в часовой зоне МСК+6. Смещение применяемого времени относительно UTC составляет +9:00.

## Население
| 2021 |
| ---- |
| 6    |

## История
Решение образовать новый населённый пункт путём выделения из южной части села Галкино было принято Законом Забайкальского края от 25 декабря 2013 года. На федеральном уровне соответствующе наименование селу было присвоено Распоряжением Правительства России от 13 мая 2015 года № 860-Р.

## Климат
Климат резко континентальный с длительной недостаточно снежной зимой и более коротким, теплым, неравномерно увлажненным летом. Зима длится от начала октября до конца марта – начала апреля. Средняя температура воздуха в январе колеблется от -25°С до -29°С. Зима малоснежная. Мощность снежного покрова колеблется от 10-15 см (на пониженных местах) до 20 см (в горах). Лето короткое (от 100 до 115 дней), начинается в конце мая и продолжается до начала сентября. Во второй половине лета выпадает основное количество осадков теплого периода (до 60-80% от годовой суммы), а на реках образуются паводки, иногда переходящие в наводнения. Средние температуры июля составляют +18°С, +20°С, а их максимум может достигать +40°С. Переходные сезоны года короткие (от 35 до 40 дней), при этом для весны характерна ветреная погода.